# Hubert Humphrey
Hubert Horatio Humphrey (27. května 1911 Wallace, Jižní Dakota – 13. ledna 1978 Washington D.C.) byl americký státník a politik.

## Život
Jako starosta Minneapolisu bojoval s úspěchem za silné zastoupení občanských práv v Demokratickém programu 1948. Když byl minnesotským senátorem (1948–64), prosazoval opatření v zájmu občanských práv a velkou společnost[zdroj?].
Dne 20. ledna 1965 složil přísahu a stal se 38. viceprezidentem USA ve vládě Demokrata Lyndona Johnsona.
V roce 1968 kandidoval na prezidenta USA, ale prohrál s republikánem Nixonem. Ve volbách prohrál podle hlasů voličů jen těsně, ale získal volitele jen v 11 z 50 států.
V roce 1970 se vrátil do Senátu USA a předložil Humphrey – Hawkinsův zákon.